# إد روجرز
إد روجرز (بالإنجليزية: Ed Rogers)‏ هو لاعب كرة قاعدة دومينيكاوي، ولد في 29 أغسطس 1978 في سان بيدرو دي ماكوريس في جمهورية الدومينيكان.

## وصلات خارجية
- إد روجرز على موقع دوري كرة القاعدة الرئيسي (الإنجليزية)
- إد روجرز على موقعبيزبول رفرنس.كوم (الدوري الرئيسي) (الإنجليزية)
- إد روجرز على موقعبيزبول رفرنس.كوم (الدوري الثانوي) (الإنجليزية)
- إد روجرز على موقع إي إس بي إن.كوم (أم.أل.بي) (الإنجليزية)
- إد روجرز على موقع مشجعي الرسوم البيانية (الإنجليزية)
- إد روجرز على موقع إن إن دي بي (الإنجليزية)